# Oh Lord! When? How?
Oh Lord! When? How? es el título del primer lanzamiento oficial de la banda de garage rock sueca The Hives, en formato EP. Fue lanzado en 1996, y producido por la disquera Sidekicks.

## Lista de canciones
- You Think You're So Darn Special
- Cellblock
- Some People Know All To Well How Bad Liquorice, Or Any Candy For That Matter, Can Taste When Having Laid Out In The Sun Too Long - And I Think I Just Ate Too Much
- How Will I Cope With That?
- Bearded Lady
- Let Me Go

## Intérpretes
- Howlin Pelle Almqvist - Voz
- Niklas - Guitarra
- Christian - Batería
- Mikael - Guitarra
- Mattias - Bajo

- Datos: Q599067